# Transporte Aéreo de Colombia
TAC Colombia (acrónimo de Transporte Aéreo de Colombia) es una aerolínea chárter con base en el Aeropuerto Internacional Alfonso Bonilla Aragón de Palmira que presta sus servicios a la ciudad de Cali, Colombia.

## Historia

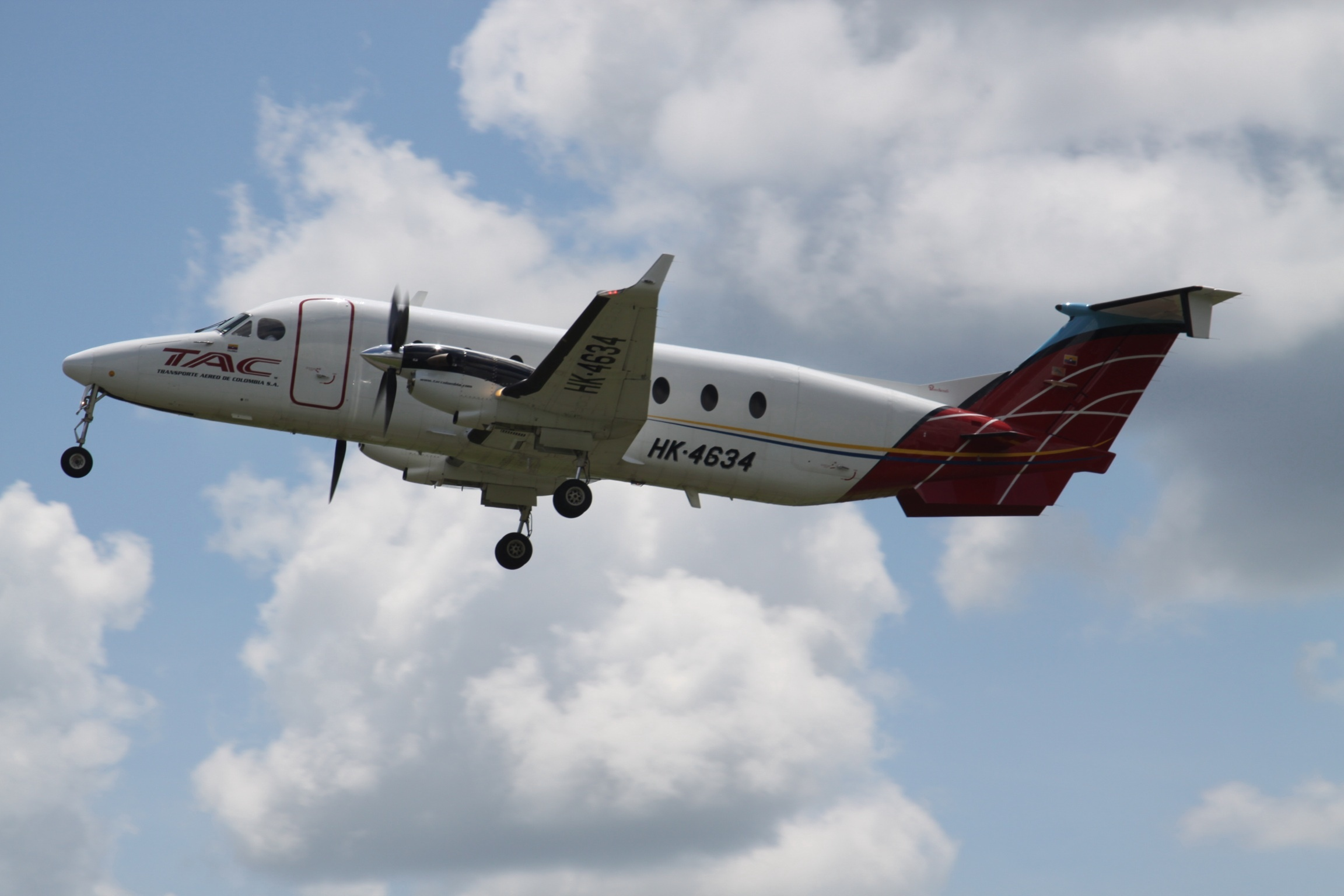
Beechcraft Be1900 de TAC despegando de Villavicencio.

La aerolínea fue fundada en el año 1995 en Cali, Colombia. Antiguamente era conocida como Taxi Aéreo de Caldas, hasta su cambio de nombre actual en el 2008.
Desde el año 2002 al 2008 contaba con tres aeronaves propias tipo LET 410-UVP-E, Turbohélice: HK 4225, HK 4260, HK 4367 que permitía operar con capacidad para movilizar 19 pasajeros o 1.500 kilogramos de carga desde y hacia cualquier  aeropuerto autorizado para operación STOL (despegue y aterrizaje en pistas cortas) en todo tipo de superficie: asfalto, grama, gravilla; estas aeronaves alcanzan una velocidad de crucero de 160 nudos (300k/h); techo de 19.500 pies sobre el nivel del mar; con autonomía de vuelo de cinco horas.   
Opera desde las bases de Bogotá, áreas privadas en la Nueva Zona General de aviación del aeropuerto El Dorado, hangar 53 entrada a Catam, contiguo a la plataforma del Ejército Nacional de Colombia; en Palmira, Valle del Cauca, en el Aeroclub del Pacífico, área de acceso restringido, entrada 9, hangar 37 donde se tenían sus oficinas.  Igualmente contaba con un counter para checking de pasajeros en el aeropuerto Alfonso Bonilla Aragón. Desde este terminal realizó vuelos hacia El Charco y Timbiquí principalmente. 
Durante periodo del 2005 a 2008 también tuvo contrato de fletamento con Ecopetrol con vuelos de pasajeros y carga tres veces por semana desde Bogotá con destino a Orito y otras ciudades del país de acuerdo con los requerimientos de Ecopetrol. 
Dentro de sus clientes se contaron entre otros a Petrominerales, DHL, Aviheco, para el manejo de carga y pasajeros. La empresa fue dirigida en su momento por el Capitán Alfredo Vargas Montenegro y como Director de Operaciones Johnny Díaz Bermúdez.

## Flota

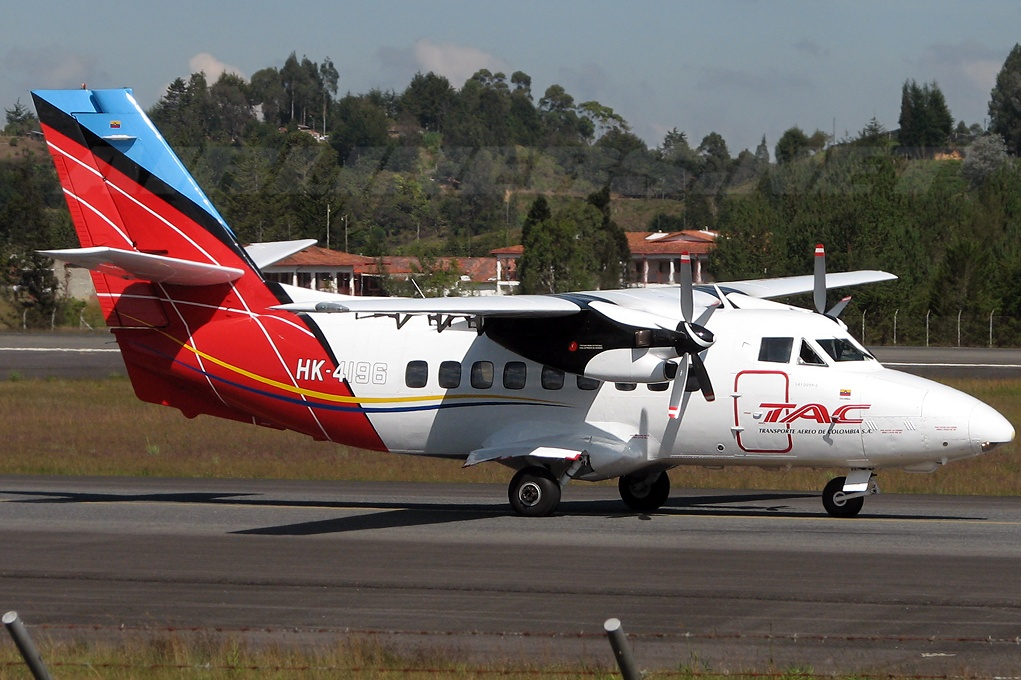
L-410 UVPE.

Para el 2016 la flota de TAC Colombia está compuesta por:
- 2 Beechcraft 1900D (19 pasajeros)
- 1 Piper PA-31 Navajo (8 pasajeros)
- 3 L-410 (19 pasajeros)

## Accidentes e Incidentes
- El 26 de junio de 2009, un L-410 UVP matrículas HK 4094 avión con pasajeros se accidentó cuando aterrizó en el aeropuerto de Capurganá, Chocó. Los 19 pasajeros salieron ilesos y unos de los pilotos con algunas contusiones leves, la aeronave fue declarada pérdida total tras el accidente.

## Destinos
- Desde Cali / Aeropuerto Internacional Alfonso Bonilla Aragón

| Destino           | Código IATA | Código OACI | Aeropuerto                |
| ----------------- | ----------- | ----------- | ------------------------- |
| El Charco, Nariño | ECR         | SKEH        | Aeropuerto de El Charco   |
| Guapi, Cauca      | GPI         | SKGP        | Aeropuerto Juan Casiano   |
| Ipiales, Nariño   | IPI         | SKIP        | Aeropuerto San Luis       |
| Pasto, Nariño     | PSO         | SKPS        | Aeropuerto Antonio Nariño |
| Timbiquí, Cauca   | TBD         | SKMB        | Aeropuerto de Timbiquí    |

- Desde Medellín / Aeropuerto Olaya Herrera

| Destino          | Código IATA | Código OACI | Aeropuerto              |
| ---------------- | ----------- | ----------- | ----------------------- |
| Quibdó, Chocó    | UIB         | SKUI        | Aeropuerto El Caraño    |
| Capurganá, Chocó | CPB         | SKCA        | Aeropuerto de Capurganá |

- Desde Pasto / Aeropuerto Antonio Nariño

| Destino        | Código IATA | Código OACI | Aeropuerto            |
| -------------- | ----------- | ----------- | --------------------- |
| Tumaco, Nariño | TCO         | SKCO        | Aeropuerto La Florida |

- Desde Popayán / Aeropuerto Guillermo León Valencia

| Destino         | Código IATA | Código OACI | Aeropuerto              |
| --------------- | ----------- | ----------- | ----------------------- |
| Guapi, Cauca    | GPI         | SKGP        | Aeropuerto Juan Casiano |
| Timbiquí, Cauca | TBQ         | SKTB        | Aeropuerto Timbiquí     |